# Вулиця Іраклія II
Вулиця Іраклія II (груз. ერეკლე II-ის ქუჩა) — вулиця в Тбілісі в історичному районі Старе місто, як продовження вулиці Сіоні за собором Сіоні йде до вулиці Шавтелі. Одна з меж площі Іраклія II.

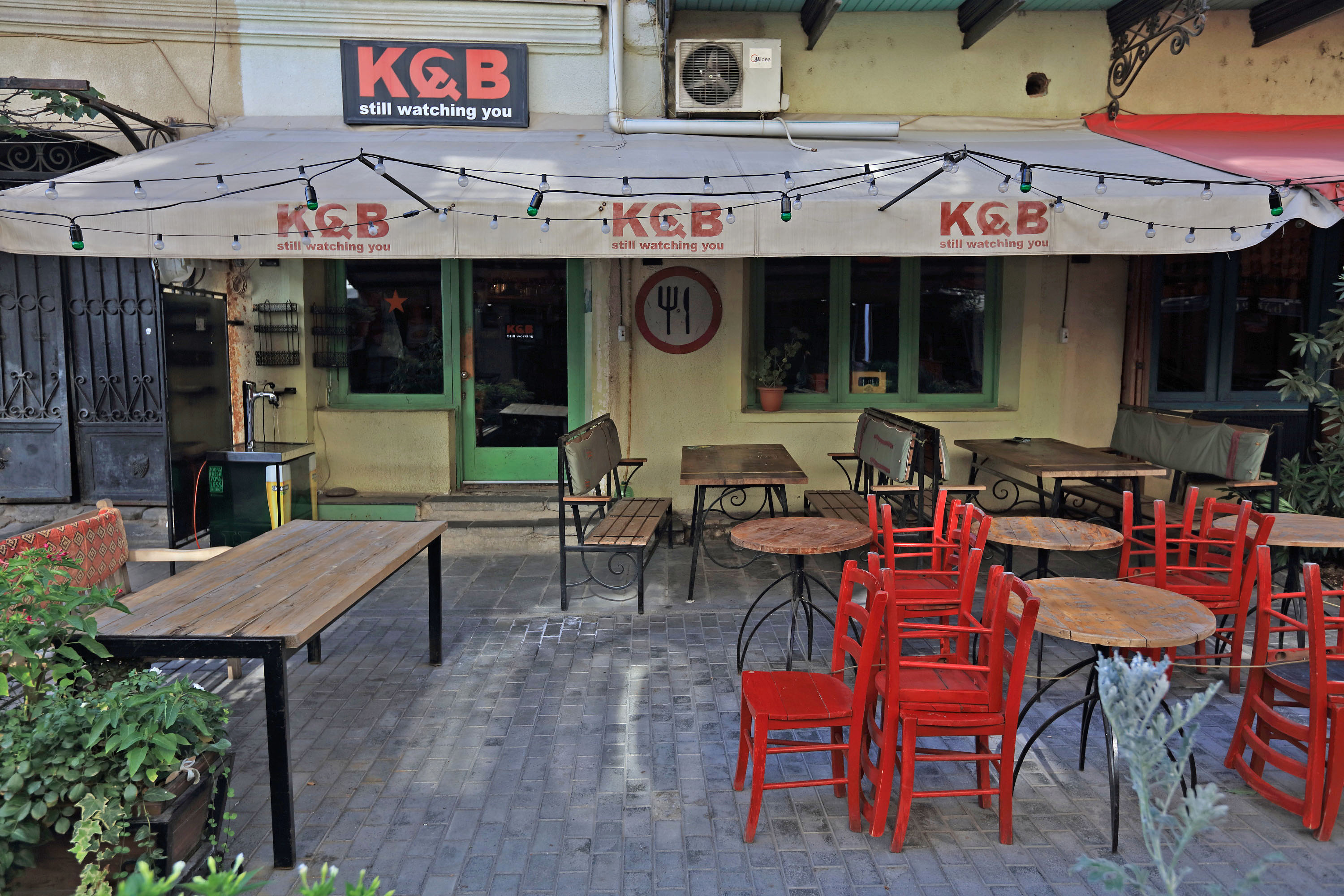
Кафе KGB із радянським інтер'єром

Популярний туристичний маршрут. Ресторани і кафе на вулиці мають оригінальний стиль

## Історія
У 1900 році названа на честь Іраклія II. Так написано й на планах Тбілісі 1902 і 1934 років.
Одна з найстаріших вулиць міста.
Сучасна назва на честь грузинського царя Іраклія II (1720—1798)
У 17-18 століттях на початку вулиці були торгові ряди. Колишня назва, як і сусідній вулиці Сіоні — Збройовий ряд, названа на честь зброярів, що працювали на вулиці, частково — Шапковий ряд.
Із 2016 року вулиця закрита для проїзду автотранспорту і є повністю пішохідною

## Пам'ятки
Буд. № 1 — Патріархія Грузії.